# Чамги
Чамги (чечен. ЧамгӀа) — урочище в Итум-Калинском районе Чеченской Республики Российской Федерации. Развалины покинутого аула.

## Топоним
Географ А. В. Твёрдый пишет, что Чамга (чечен. ЧамгӀа) означает «сосновый».

## География
Расположен на юго-восточных склонах горы Чамгой, в левобережье реки Кериго, северо-западнее устья реки Тюалой, к юго-западу от районного центра Итум-Кали.
Ближайшие развалины бывших аулов: на северо-востоке — бывшие аулы Грозтхой и Корестхой на северо-западе — бывшие аулы Поо, Хохичу и Цеколой, на юго-востоке — бывший аул Хангихой, на юго-западе — бывший аул Тюли.